# الرابطة التونسية للدفاع عن حقوق الإنسان

شعار الرابطة التونسية للدفاع عن حقوق الإنسان

الرابطة التونسية للدفاع عن حقوق الإنسان هي المنظمة الحقوقية الرئيسية في تونس. تأسست الرابطة التونسية للدفاع عن حقوق الإنسان في 7 ماي /أيار 1977، وهي أول جمعية من نوعها تظهر بإفريقيا والوطن العربي. يقع مقر الرابطة في منطقة العمران.

## مؤتمراتها
عقدت الرابطة خمسة مؤتمرات، وكان المؤتمر الرابع قد انعقد في فيفري/شباط 1994 والمؤتمر الخامس في أكتوبر/تشرين الأول 2000 وخططت لعقد مؤتمرها السادس في سبتمبر /أيلول 2005 إلا أنه تم منعه بقرار قضائي، ثم حاولت ثانية في شهر ماي/أيار 2006، إلا أن السلطات التونسية منعتها من ذلك، على خلفية الشكوى المقدمة ضدها من عدد من الأعضاء من المنتمين إلى التجمع الدستوري الديمقراطي الحاكم.

## رؤساؤها
توإلى على رئاسة الرابطة عدد من الفاعلين الحقوقيين وهم على التوالي:
- بين 1977 و1989: سعد الدين الزمرلي، طبيب ورائد زراعة الكلى في تونس وأحد مؤسسي حركة الديمقراطيين الاشتراكيين.
- عام 1989: محمد الشرفي، جامعي أحد مؤسسي مجموعة آفاق اليسارية.
- بين 1989 و1994: المنصف المرزوقي، طبيب جامعي تولى رئاسة الرابطة خلال المؤتمر الثالث المنعقد عام 1989.
- بين 1989 و2000: توفيق بودربالة، محامي.
- بين 2000 و2011: مختار الطريفي، محامي يساري معروف وقد انتخب خلال مؤتمرها المنعقد في شهر أكتوبر/تشرين الأول 2000.
- منذ 2011: عبد الستار بن موسى، محام يساري انتخب في سبتمبر 2011.

## الرابطة والسياسة
- سياسيا كان لحركة الديمقراطيين الاشتراكيين حضور لافت في تسيير الرابطة في البداية، ثم مافتئ أن انضم إلى هيئتها المديرة مختلف ألوان الطيف السياسي التونسي المعترف به وغير المعترف به، بما في ذلك حركة الاتجاه الإسلامي وحزب العمال الشيوعي التونسي...

## انتشارها
- بلغ عدد مشتركي الرابطة في أواسط الثمانينات حوالي أربعة آلاف عضو يتوزعون على حوالي أربعين فرعا بأهم مدن البلاد شمالا وجنوبا.

## جائزة نوبل للسلام
فازت الرابطة سنة 2015 بجائزة نوبل للسلام، وذلك ضمن الرباعي التونسي الراعي للحوار التونسي، وقد منحت الجائزة تقديرا «لمساهمته الحاسمة في بناء ديمقراطية متعددة بعد ثورة الياسمين في العام 2011». والغاية من ذلك هو دعم الشعب التونسي والسلام المدني ، من خلال الإشادة بالمجموعات التي تمثل المجتمع المدني حول العالم والتي تناضل غالبا في ظل مخاطر حقيقية في سبيل حقوق الإنسان واحترام كرامة كل فرد.

## وصلات خارجية
- صفحة الرابطة التونسية للدفاع عن حقوق الإنسان في موقع الشبكة العربية لمعلومات لمعلومات حقوق الإنسان